# 常林郡
常林郡，中国唐朝时设置的郡。
天宝元年（742年）改绣州置，治所在常林县（今广西壮族自治区桂平市南）。辖境相当令桂平市南，容县、北流市北一带。乾元元年（758年）复为绣州。